# Барвенково-Лозовская операция
Барве́нковско-Лозовска́я опера́ция (18 января — конец марта 1942 года:329) — наступательная операция РККА на начальном этапе Великой Отечественной войны. Наступление велось силами двух фронтов в условиях суровой зимы (на илл.). Ценой больших потерь удалось достичь ограниченного тактического успеха: был создан т. н. барвенковский выступ, послуживший плацдармом для майского наступления на Харьков.

## Военно-стратегическая ситуация
После успешного отражения немецкого наступления в битве за Москву, Сталин счел возможным начать наступление на всех участках фронта от Ленинграда до Черного моря с целью добиться решительной победы в течение 1942 года. Военная промышленность, развёрнутая за Уралом, поставляла всё больше вооружения. Красная Армия была пополнена очередным призывом. Всё это позволило не только пополнить действующие части РККА, но и создать 9 резервных армий:342.
Одной из первых наступательных операций 1942 года стала Барвенково-Лозовская. В случае успеха, наступление под Харьковом позволило бы отсечь группу армий «Юг», прижать её к Азовскому морю и уничтожить.

## Подготовка
Подготовка к Барвенково-Лозовской операции началась с первых дней 1942 года. Операцию предполагалось проводить силами Юго-Западного и Южного фронтов под общим управлением командующего юго-западным направлением маршала СССР С. К. Тимошенко. В районе Балаклея, Лозовая и Барвенково оборона противника носила не сплошной характер, а была организована в виде ряда опорных пунктов (нем. Schwerpunkt), приспособленных к ведению круговой обороны. План операции заключался в том, чтобы совместным ударом двух фронтов прорвать оборону между Балаклеей и Артёмовском, выйти в тыл донбасско-таганрогской группировки противника, оттеснить её к побережью Азовского моря и уничтожить.
Советским войскам предстояло форсировать Северский Донец с левого (пологого) берега, преодолеть пересечённую местность и линии обороны противника на правом (крутом) берегу. Таким образом, рельеф местности давал преимущество обороняющемуся противнику. Участок по Северскому Донцу от устья реки Берека до района Лисичанска обороняла немецкая 17-я полевая армия (Герман Гот).
Наступление предстояло вести в суровых зимних условиях, требовавших чрезвычайных усилий для выживания на открытой местности (днём температура воздуха была ниже −20 °С, ночью опускалась до −30 °С). Противник же занимал оборону в населенных пунктах, дававших защиту от мороза:299.

## Силы сторон

### СССР
Юго-Западное направление. Командующий — С. К. Тимошенко в составе:
- Юго-Западный фронт (командующий — Ф. Я. Костенко).

- 6-я армия (А. М. Городнянский);
- 38-я армия (А. Г. Маслов);
- 6-й кавалерийский корпус (А. Ф. Бычковский).

- Южный фронт (командующий — Р. Я. Малиновский).

- 57-я армия (Д. И. Рябышев);
- 37-я армия (А. И. Лопатин);
- 12-я армия (К. А. Коротеев);
- 9-я армия (Ф. М. Харитонов);
- 1-й кавалерийский корпус (Ф. А. Пархоменко);
- 5-й кавалерийский корпус (А. А. Гречко).

- Поддержку с воздуха обеспечивали основные силы ВВС обоих фронтов.

### Германия
- Группа армий «Юг», командующий — Федор фон Бок (с 18 января 1942 года), в составе:

- 6-я армия (Фридрих Паулюс);
- 17-я армия (Герман Гот);

## Ход операции

### Январь
На рассвете 18 января войска Юго-Западного и Южного фронтов атаковали позиции противника и смяли его оборону на участке от Балаклеи до Славянска. После подведения итогов первых двух дней советского наступления, 21 января было решено ввести в прорыв в полосе 57-й армии подвижную оперативную группу из 1-го и 5-го кавкорпусов. 22 января 1-й кавкорпус прорвался западнее Долгенькой в направлении Очеретино, а 5-й кавкорпус повёл наступление на Барвенково, взяв совместно с частями 57-й армии город к исходу 23 января. 1-й кавалерийский корпус получил задачу к утру 28 января выйти к Константиновке, Дружковке совместно с 255-й стрелковой дивизией, но был остановлен 257-й пехотной дивизией в районе Явленской, Лавровки. Для улучшения управления войсками, в ночь на 24 января инженерные части 57-й армии соорудили вспомогательный пункт управления войсками на юго-западной окраине Барвенково.
25 января 57-я армия получила задачу выхода в район Богдановки для обеспечения манёвра главных сил 5-го кавалерийского корпуса (А. А. Гречко) с юго-запада. Последний, в свою очередь, получил задачу выхода к 28 января в район Красноармейского на коммуникации противника. К 14:00 34-я кавалерийская дивизия (А. Н. Инаури) форсировала реку Самара в районе Александровки, Благодати, где накануне 4-я гвардейская (132-я) танковая бригада перерезала автодорогу Краматорск — Петропавловка. Авангард 60-й кавалерийской дивизии (Г. Н. Перекрестов) овладел Раздольем, но быстрого форсирования Самары не получилось из-за сопротивления в районе Ново-Андреевки и Ново-Беззаботовки, и конники начали обход узла сопротивления с востока. Бои завязались на обоих берегах реки. К этому времени, 351-я стрелковая дивизия (И. У. Гурский) и 130-я танковая бригада вела бои на рубеже Зелёный, Софиевка.
Утром 26 января 351-я стрелковая дивизия вела бои на прежнем рубеже, способствуя 5-му кавалерийскому корпусу в форсировании р. Самара. Под напором частей 60-й кавалерийской дивизии (Г. Н. Перекрестов) противник был выбит из Ново-Андреевки и начал отступление в направлении Степановки. Уже на Самаре части 5-го кавалерийского корпуса столкнулись со свежими силами противника, спешно стянутыми к реке — 94-й и 125-й пехотными дивизиями. Преодолев сопротивление их, а также отступившей из-под Барвенково 68-й пехотной дивизии, конники 34-й и 60-й дивизий устремились на Степановку. Прибывшая на фронт 100-я легкопехотная дивизия противника получила задание форсировать реку Самара и овладеть Александровкой, но была сама атакована 5-м кавалерийским корпусом в районе Степановки, и отступила. К исходу 26 января части 5-го кавалерийского корпуса овладели рубежом Марьянка, Степановка. Однако, бои в районе Александровки, Шестаковки, Иверского продолжались: уцелевшие отряды противника пыталась вытеснить 4-я гвардейская танковая бригада. Части 130-й танковой бригады выдвинулись вслед за 34-й кавалерийской дивизией в направлении Криворожья.
1-й кавалерийский корпус Ф. А. Пархоменко 26 января во взаимодействии с 255-й стрелковой дивизией и 15-й танковой бригадой освободил Некременное. Учитывая положение в полосе 1-го кавалерийского корпуса, командующий Южным фронтом Р. Я. Малиновский подчинил 255-ю стрелковую дивизию (И. Т. Замерцев) 1-му кавалерийскому корпусу для преодоления сопротивления немецкой 257-й пехотной дивизии между р. Самара и р. Маячка, и наступления в константиновском направлении. Части 255-й стрелковой, 56-й и 68-й кавалерийских дивизий развернули наступление на Очеретино, Ново-Водяное для удержания стыка с 5-м кавкорпусом, наступавшим правее.
Рано утром, 27 января 34-я кавалерийская дивизия 5-го кавалерийского корпуса форсировала р. Бык, ворвалась в Криворожье и разгромила батальон 101-й пехотной дивизии, овладев селом. Также была занята Святогоровка. Оставшееся время 27 января конники 34-й дивизии отдыхали, приводили в порядок себя и коней. 60-я кавалерийская дивизия также форсировала Бык и вступила в Красноармейский рудник.
27 января части 1-го кавалерийского корпуса (Ф. А. Пархоменко), согласно приказу, пытались развить наступление в константиновском направлении в глубокий тыл противника, поскольку поставленная перед 37-й армией (А. И. Лопатин) задача наступления в направлении Артемовска, Красноармейского до сих пор не была выполнена. Так, 68-я кавалерийская дивизия (Н. А. Кириченко) атаковала 100-ю легкопехотную дивизию противника, оборонявшего рубеж Явленская, Шаврово, овладев западной частью Явленской. Части 56-й кавалерийской дивизии (Л. Д. Ильин) овладели Елизаветовкой, Фидлерово, Шаврово и устремились на Яковлевку, Михайловку, где вскоре были остановлены противником. Бои проходили в условиях отсутствия снарядов для артиллерии и больших потерь матчасти. Так, в 15-й танковой бригаде осталось всего 8 танков.
В связи с угрозой прорыва советских войск со стороны Лозовой, штаб 17-й армии Вермахта (Г. Гот) переехал из Павлограда в Красноармейское, где были сконцентрированы значительные силы немецкой пехоты и танки. Наступил переломный момент операции на красноармейском направлении. Напряженным выдался день 28 января: части 57-й армии (Д. И. Рябышев) завязали бои на петропавловском направлении, нависнув над основной артерией снабжения Донбасской группировки противника — шоссе и железной дорогой Павлоград — Красноармейское.
Для ускорения продвижения к железной и шоссейной дорогам Павлоград — Красноармейское, установления стыка с 57-й армией (потерянного два дня назад), командование 5-го кавалерийского корпуса ввело в бой 79-ю кавдивизию. Части 34-й и 60-й кавалерийских дивизий усилили нажим на райцентр Доброполье; 34-я дивизия овладела Ново-Гришино. Части 60-й кавалерийской дивизии завязали бои на северной окраине Марьевки и в районе Святогоровки. а 79-я кавалерийская дивизия обходила Доброполье южнее. Завязались бои северо-восточнее Славянки, в Каменке, на северной окрание Сергеевки, Гришино, восточнее Красноярского, в районе свх. Шевченко. Таким образом, конники совместно с 57-й армией нависли над коммуникациями противника, усугубив положение его донбасской группировки, и пытались перерезать магистраль в районе Сергеевки (близ разъезда № 5). О стремительности манёвра конников говорит то, что только в районе Гришино было взято 600 пленных.
24 января Тимошенко доложил в Ставку свое намерение продолжать наступление на Харьков с юга, для чего запросил дополнительные силы. 26 января Ставка подтвердила конечную цель наступления: перерезать коммуникации противника в районе Славянск-Чистяково и выйти на западный берег Днепра, кроме того, в зависимости от развития событий, попытаться выйти к Азовскому морю у Мариуполя. Для этой цели были выделены резервы: 300 танков и четыре стрелковые бригады. 26 января силы 6-й армии РККА и 6-й кавкорпус перерезали шоссе Харьков-Лозовая и заняли Лозовую — важный железнодорожный узел:328,329.

### Февраль—март
Советские войска продолжали попытки наступления до конца марта, однако прорвать немецкую оборону на стратегическую глубину не удалось:329. С началом весенней распутицы в конце марта наступление было остановлено и затем продолжено в мае (см. Вторая битва за Харьков).

## Итоги
За 70 дней упорных боёв Красной армии удалось прорвать фронт от Славянска на юге до Балаклеи на севере (расстояние около 100 км) и создать выступ на запад глубиной около 100 км:329.
Поставленную задачу — окружить и уничтожить крупную группировку вермахта — советскому командованию выполнить не удалось. Ценой больших потерь в суровых зимних условиях удалось достичь ограниченного тактического успеха: был создан т. н. барвенковский выступ, послуживший плацдармом для майского наступления на Харьков:350. Конфигурация выступа создавала опасность отсечения по линии Славянск — Балаклея, что и произошло в мае. В окружении, получившем известность как «Барвенковская западня», потери РККА составили около 270 тысяч человек, из них от 80 до 200 тысяч пленными (по разным оценкам). Cуществует мнение, что провал наступления был связан с тем, что маршал Тимошенко допустил оперативный просчет, создав ударный кулак фронта смежными флангами 6-й и 57-й армий: если бы каждая армия наступала на отдельном участке, вклинение во вражеский фронт было бы не столь глубоким, но такой формат наступления распылял бы и немецкие резервы, и при этом во фронте не образовалось бы слишком глубокого выступа с узкой горловиной.
Приказом ВГК присвоено наименование Барвенковских: 39-й гв. сд, 31-й отд. гв. тбр, 1890-у отд. лсап, 517-й отб.

## Оценки
- По мнению российского историка А. В. Исаева, причиной неудачи наступления стала недостаточная ударная сила советских кавалерийских корпусов[4].
- Американский историк Дэвид Гланц проводит аналогию с другими наступательными операциями РККА в зимне-весенний период 1941—1942 годов, также закончившимися неудачно при значительных потерях. К таким операциям, по мнению Гланца, относятся[8]:
  - Любанская наступательная операция (7 января — 30 апреля)
  - Демянская наступательная операция (1 марта — 30 апреля)
  - Ржевско-Вяземская стратегическая наступательная операция (7 января — 18 февраля)
  - Болховская операция (24 марта — 3 апреля)
  - Курско-Обоянская операция (3 — 26 января)
  - Крымское наступление (27 февраля — 15 апреля 1942 г.)

Причиной неудач советских наступлений, по мнению Гланца, стала общая недооценка Ставкой ВГК сил вермахта и переоценка возможностей Красной Армии, а также распыление сил РККА на множество направлений. 

### Координаты
1. ↑  Балаклея:49°27′23″ с. ш. 36°50′20″ в. д.HGЯO
2. ↑  Лозовая:48°53′21″ с. ш. 36°18′58″ в. д.HGЯO
3. ↑  Барвенково:48°54′24″ с. ш. 37°00′47″ в. д.HGЯO
4. ↑  Славянск:48°52′12″ с. ш. 37°37′30″ в. д.HGЯO

### Комментарии
1. 1 2  В советской историографии было принято считать концом наступления 31 января. Однако бои на «барвенковском выступе» не прекращались до начала весенней распутицы. Таяние снегов началось 24 марта[4].
2. 1 2  1 января 1942 года состоялось расширенное заседание Ставки ВГК – высшего командного органа СССР. На заседании присутствовали: начальник генштаба Б. М. Шапошников и его заместитель А. М. Василевский, члены ГКО Г.  М.  Маленков и Л. П. Берия, а также член ГКО Н.  А.  Вознесенский, отвечавший за планы по производству вооружений.

Обсуждался вопрос стратегических планов на 1942 год. Основной доклад делал Шапошников. Предлагалось начать наступление на всех участках фронта – северном, центральном и южном – с целью добиться решительной победы уже в 1942 году. В обсуждении выступили Г. К. Жуков и Н. А. Вознесенский. Вознесенский сообщил, что материальных ресурсов СССР не хватит для реализации столь масштабного плана. Жуков считал, что следует не распылять ресурсы по всем направлениям, а сконцентрировать их на центральном участке фронта, как наиболее важном. Итог обсуждению подвел Сталин, указавший, что нужно не ссылаться на трудности, а искать пути их преодоления. План всеобщего наступления был утвержден; соответствующие приказы были разосланы командующим фронтами[3]:297, 298.
3. ↑  Сталинский метод «Наступления по всему фронту» применялся и в дальнейшем в ходе войны, что зачастую приводило к неоправданным потерям при ограниченных результатах[5].
4. ↑  Зима 1941-42 гг. выдалась суровой. Немецкая оборона опиралась, прежде всего, на населенные пункты: села, хутора и т.п., где обороняющиеся могли находить укрытие от холода. Наступающие советские войска были вынуждены обходиться импровизированными укрытиями, построенными из снега и других подручных материалов[3]:327.
5. ↑  В Лозовой был захвачен лагерь советских военнопленных, погибавших там от мороза, недоедания и скотского обращения[3]:328

### Сноски
1. ↑  РОССИЯ И СССР В ВОЙНАХ XX ВЕКА. Дата обращения: 6 июля 2011. Архивировано 24 февраля 2021 года.
2. ↑  Human Losses in World War II Heeresarzt 10-Day Casualty Reports per Army/Army Group, 1942 (BA/MA RW 6/556, 6/558) Архивировано 28 декабря 2015 года.
3. 1 2 3 4 5 6 7 8 9 10  Erickson, 2003, Chapter 8. Stalin's First Strategic Offensive: January — March 1942, pp. 297—342.
4. 1 2 3  Исаев, 2005, Глава 22.
5. ↑  Glantz, 2001, p. 27.
6. ↑  Дёрр Г. Поход на Сталинград.
7. ↑  Barvenkovo city — Барвенково Архивная копия от 26 февраля 2018 на Wayback Machine // Страница клуба «Память» Воронежского госуниверситета.
8. ↑  Glantz, 2001, p. 30.
9. ↑  Glantz, 2001, pp. 26—30.